# William Francis Gray Swann
William Francis Gray Swann (29 août 1884 - 29 janvier 1962) est un physicien anglo - américain.

## Éducation
Il fait ses études au Brighton Technical College et au Royal College of Science dont il obtient un bachelor of science en 1905. Il travaille comme chargé de cours adjoint à l'Université de Sheffield, tout en poursuivant simultanément un doctorat à l'University College de Londres qu'il achève en 1910.

## Carrière
Swann quitte Sheffield en 1913, lorsqu'il se rend aux États-Unis pour rejoindre l'Institut Carnegie, devenant chef de la division physique du département de magnétisme terrestre. Il devient plus tard professeur à l'Université du Minnesota, puis à l'Université de Chicago et à l'Université Yale. Ernest Orlando Lawrence, lauréat du prix Nobel de physique en 1939, est l'un des étudiants diplômés de Swann à l'Université du Minnesota.
En 1924, Swann est conférencier invité du Congrès international des mathématiciens à Toronto. En 1927, à l'âge de 43 ans, il devient le premier directeur de la Bartol Research Foundation de l'Institut Franklin. L'un de ses premiers actes en tant que directeur est d'organiser un contrat pour installer la Fondation au Swarthmore College, qui est assez proche de Philadelphie. Il est resté directeur de la Fondation jusqu'à sa retraite en 1959, date à laquelle il est remplacé par Martin A. Pomerantz,.
Il est particulièrement connu pour ses recherches sur les rayons cosmiques et la physique des hautes énergies. Il produit plus de 250 publications, dont son livre populaire The Architecture of the Universe (en 1934).
Le cratère Swann (en) sur la Lune porte son nom.